# Château de Vaux (Moselle)
Le château de Vaux est une demeure seigneuriale située dans la commune de Vaux, en Moselle.

## Histoire
L’histoire du château de Vaux remonte au Moyen-Âge, comme en témoigne l’un des corps de bâtiment, aux murs épais d'un mètre d’épaisseur, probable tour de défense du village de Vaux, alors fortifié.
Au dix-neuvième siècle, il est la propriété des héritiers de Claude Philippe de Viville, secrétaire général de la préfecture de la Moselle. Après l’annexion allemande de l'Alsace-Lorraine, il est racheté par l’Allemand Heinrich Graeger maison de champagne où était produit le fameux mousseux, le Schloss Vaux, encore produit à Eltville.
En 1948, le château est racheté par la ville d’Hagondange et devient une maison de retraite pour les employés de la mairie et les citoyens de la cité.
Au début des années 80, le château est vendu au conservateur de la Bibliothèque universitaire de Metz, Jean-Marie Diligent,. Avec sa fille, il contribue au renouveau du vignoble en Pays messin, en défrichant et replantant deux hectares de vignes.
En 1999, le domaine viticole du Château de Vaux est repris par Marie-Geneviève et Norbert Molozay,. Ceux-ci passent l’intégralité du vignoble en agriculture biologique et en biodynamie, certifiée Demeter.